# Liste der Baudenkmäler in Laudenbach (Unterfranken)
Auf dieser Seite sind die Baudenkmäler in der unterfränkischen Gemeinde Laudenbach zusammengestellt. Diese Tabelle ist eine Teilliste der Liste der Baudenkmäler in Bayern. Grundlage ist die Bayerische Denkmalliste, die auf Basis des Bayerischen Denkmalschutzgesetzes vom 1. Oktober 1973 erstmals erstellt wurde und seither durch das Bayerische Landesamt für Denkmalpflege geführt wird. Die folgenden Angaben ersetzen nicht die rechtsverbindliche Auskunft der Denkmalschutzbehörde.
 Diese Liste gibt den Fortschreibungsstand vom 15. April 2020 wieder und enthält 32 Baudenkmäler.
In dieser Kartenansicht sind Baudenkmäler ohne Koordinaten mit einem roten bzw. orangen Marker dargestellt und können in der Karte gesetzt werden. Baudenkmäler ohne Bild sind mit einem blauen bzw. roten Marker gekennzeichnet, Baudenkmäler mit Bild mit einem grünen bzw. orangen Marker.

## Ensembles

### Ensemble Ortskern Laudenbach

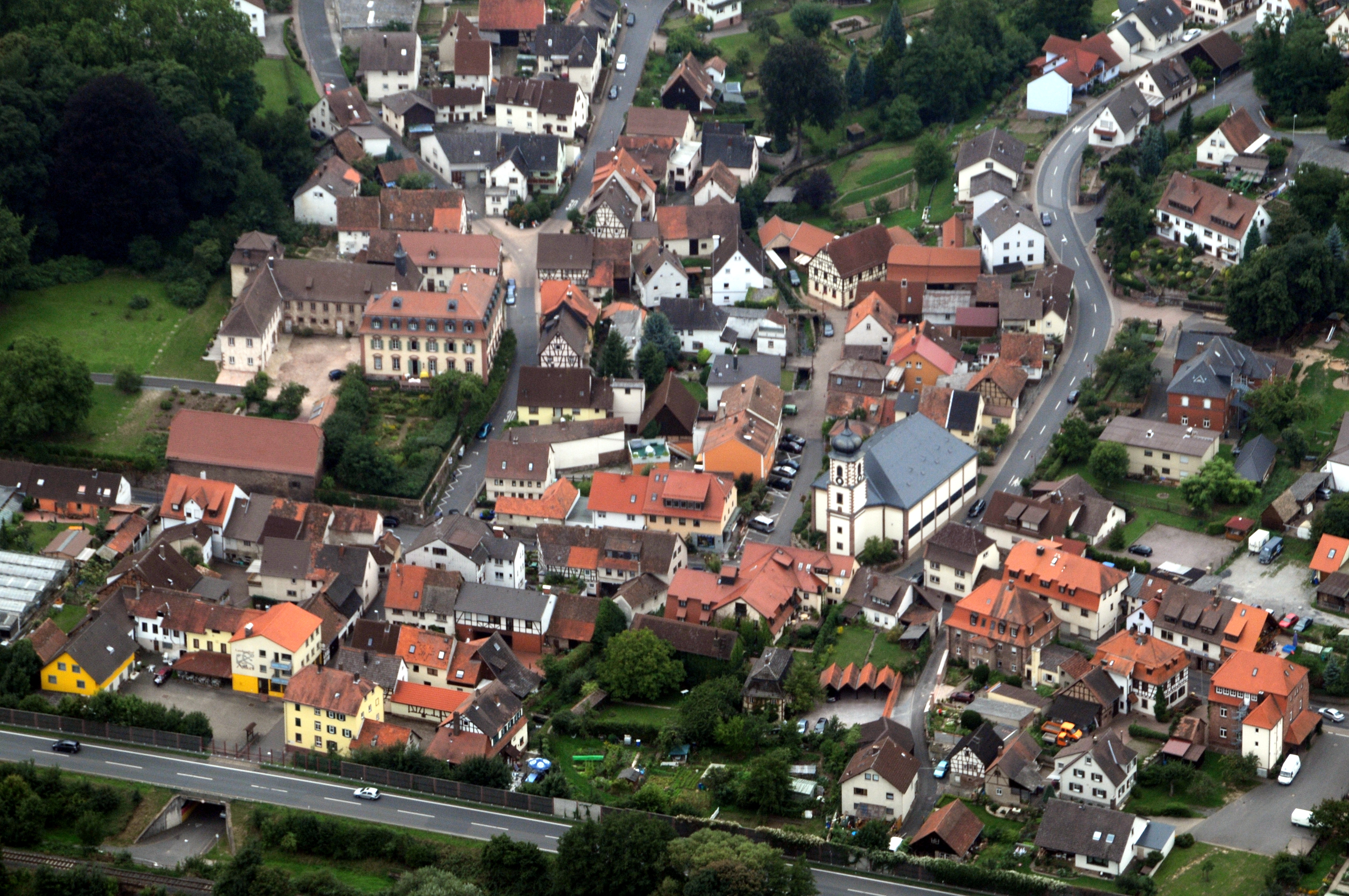
Luftbild von Laudenbach

Das Ensemble umfasst den historischen Ortskern des Kirchdorfes am linken Mainufer, beherrscht vom Schloss und der Katholischen Pfarrkirche. Die für das Ortsbild bestimmende Hauptachse (Miltenberger-/Obernburger Straße) ist im Süden durch Park- und Gartenmauern eingefasst und in der Ortsmitte mit Gast- und Bauernhäusern des 18. Jahrhunderts – meist Traufseitbauten mit Mansard- und Walmdächern und zum Teil mit Fachwerk – bebaut. In dem nördlich ansteigenden, durch den Barockturm der Kirche akzentuierten Straßenzug der Obernburger Straße herrscht traufseitige Bebauung des 18. Jahrhunderts mit Mansarddächern vor. – Die zum Flussufer abzweigende Maingasse zeigt bäuerlichen Charakter und wird überwiegend durch Giebelhäuser des 18. Jahrhunderts – darunter der stattliche Bau des Fürstlich Löwensteinischen ehemaligen Forstamtes – geprägt, während die bäuerlichen Giebelhäuser der westlich ansteigenden Dorfstraße von dem barocken Schloss der Herren von Fechenbach, jetzt der Freiherren von Aufseß, von der Parkanlage und ihren hohen Stützmauern dominiert werden. Umgrenzung: Dorfstraße 1/3, 2, 5, 6, 8, 9, 10, 16, 18, 20, Bollersgasse 8, 10, Maingasse 1–10, Miltenberger Straße 1, 2, 3, 5, 7, 9, 11, Gartenmauer zu Nr. 11, Johann-Nepomuk-Kapelle, Obernburger Straße 1–6, 8, 10, kath. Pfarrkirche, Odenwaldstraße 2, Schulweg 2.  Aktennummer: E-6-76-135-1.

## Baudenkmäler
| Lage                          | Objekt                                | Beschreibung | Akten-Nr.    | Bild           |
| ----------------------------- | ------------------------------------- | --- | ------------ | -------------- |
| Bachgasse (Standort)          | Brücke                                | dreibogige Bachbrücke über den Laudenbach, die Mühlbacheinmündung und einer Kanaleinmündung unter dem sogenannten 'Alten Graben', Sandstein, 18./19. Jahrhundert | D-6-76-135-2 | Brücke         |
| Bachgasse 2 (Standort)        | Katholische Pfarrkirche St. Stephanus | Chorturm über quadratischem Grundriss im Obergeschoss durch abgeschrägten Ecken ins Achteck überführt, Putzbau mit Werksteinkanten und -rahmungen, verschieferte Zwiebelhaube mit Graten und abgesetzter Spitze, Rokoko, 1766, einschiffiges breites Langhaus mit dreiseitiger Vorhalle, Lichtband an den Längsseiten, verschiefertes Walmdach Betonskelettbauweise, 1960; mit Ausstattung | D-6-76-135-1 | weitere Bilder |
| Bachgasse 16 (Standort)       | Mühle                                 | Mühl- und Wohnhaus, freistehender Krüppelwalmdachbau mit Fachwerkobergeschoss, bezeichnet 1749 | D-6-76-135-3 | Mühle          |
| Bachgasse 16 (Standort)       | Mühle                                 | Scheune, eingeschossiger Mansarddachbau mit Durchfahrt über abgeknicktem Grundriss dem Straßenverlauf angepasst, 18. Jahrhundert | D-6-76-135-3 | BW             |
| Bollersgasse 8, 10 (Standort) | Wohnhaus                              | zweigeschossiger Satteldachbau mit Fachwerkobergeschoss in Ecklage, 18. Jahrhundert, Erdgeschoss verändert | D-6-76-135-4 | BW             |

Schloss mit Schlosskapelle, Nebengebäuden, Einfriedungen, Garten und Park
- Ortsbildprägender Corps de Logis, zweigeschossiger Mansardwalmdachbau auf L-förmigem Grundriss mit hoher Kellersubstruktion zur Straßenseite, verputzter Bau mit stark plastischen Werksteinrahmungen und -kanten, Sandstein
- Schlosskapelle, schmaler eingeschossiger Sakralraum und angegliederter zweigeschossigen Zugangsbereich für Treppenaufgang Nebenräume und  Patronatsloge über schiefwinkligem Grundriss, Walmdach und verschieferter Dachreiter mit Zeltdach, bez. 1755; mit Ausstattung
- Verbindungsbau zwischen Schloss und Kapelle, schmaler Bogengang mit segmentbogiger Durchfahrt im Erdgeschoss und durchfenstertem Gang mit historistischem Staffelgiebelerker im Obergeschoss, 19. Jh., Wirtschaftsbau, zweigeschossiger verputzter Walmdachbau über L-förmigem Grundriss
- Eckbau, zweigeschossiger Mansardwalmdachbau über quadratischem Grundriss, verputzt mit Werksteinrahmungen, 18. Jh.
- Scheune, verputzter Sandsteinbau mit hohem Krüppelwalmdach, 18. Jh.
- Barockparterre, Reste eines formalen Gartens auf hoher gemauerter Terrasse mit umlaufender Balustrade und zentralem Brunnenbassin, Sandstein, 18. Jh., Gartenhaus, zweigeschossiger Walmdachbau, verputzt mit Werksteinrahmungen und Wappenstein, Sandstein, bez. 1748
- Park, Englischer Park mit Resten von Skulpturen (18. Jh.) und Denkmälern (19. Jh.), alter Baumbestand (Lindenallee, Mammutbaum)
- Einfriedung, verputzte Sandsteinmauer, bzw. Zaun mit Torbogen zur Dorfstraße und Pfeilerportal zur Miltenberger Straße

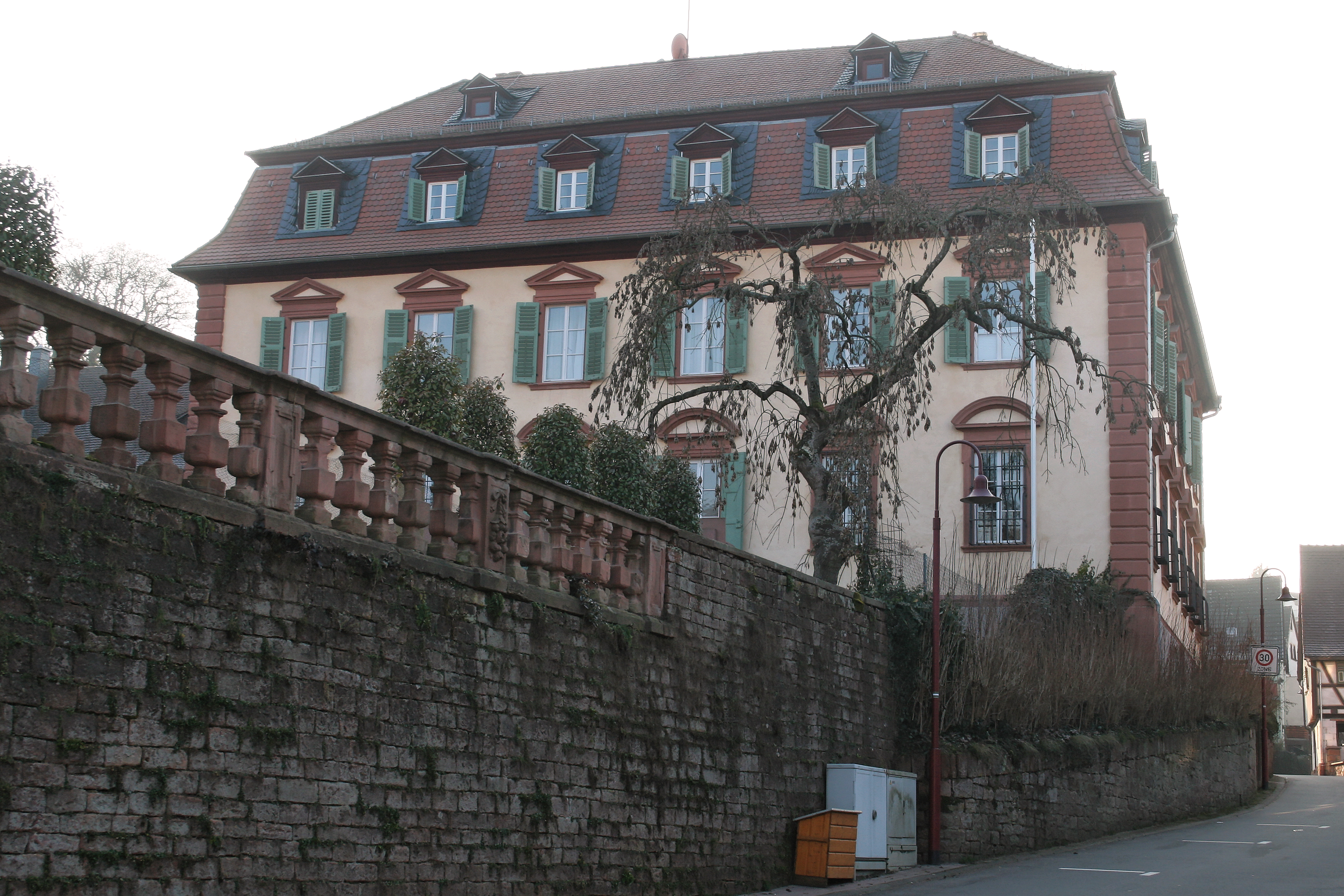
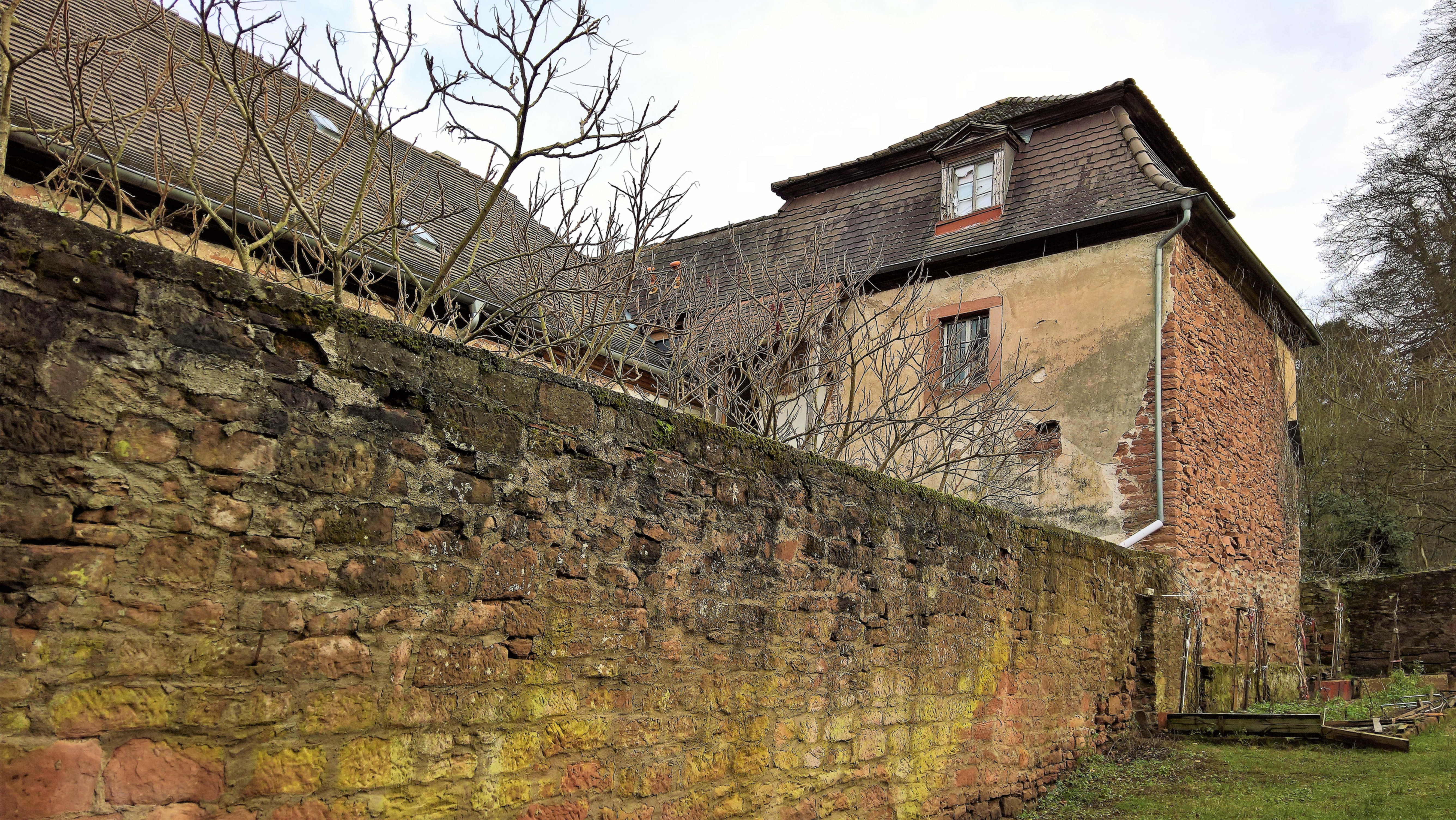
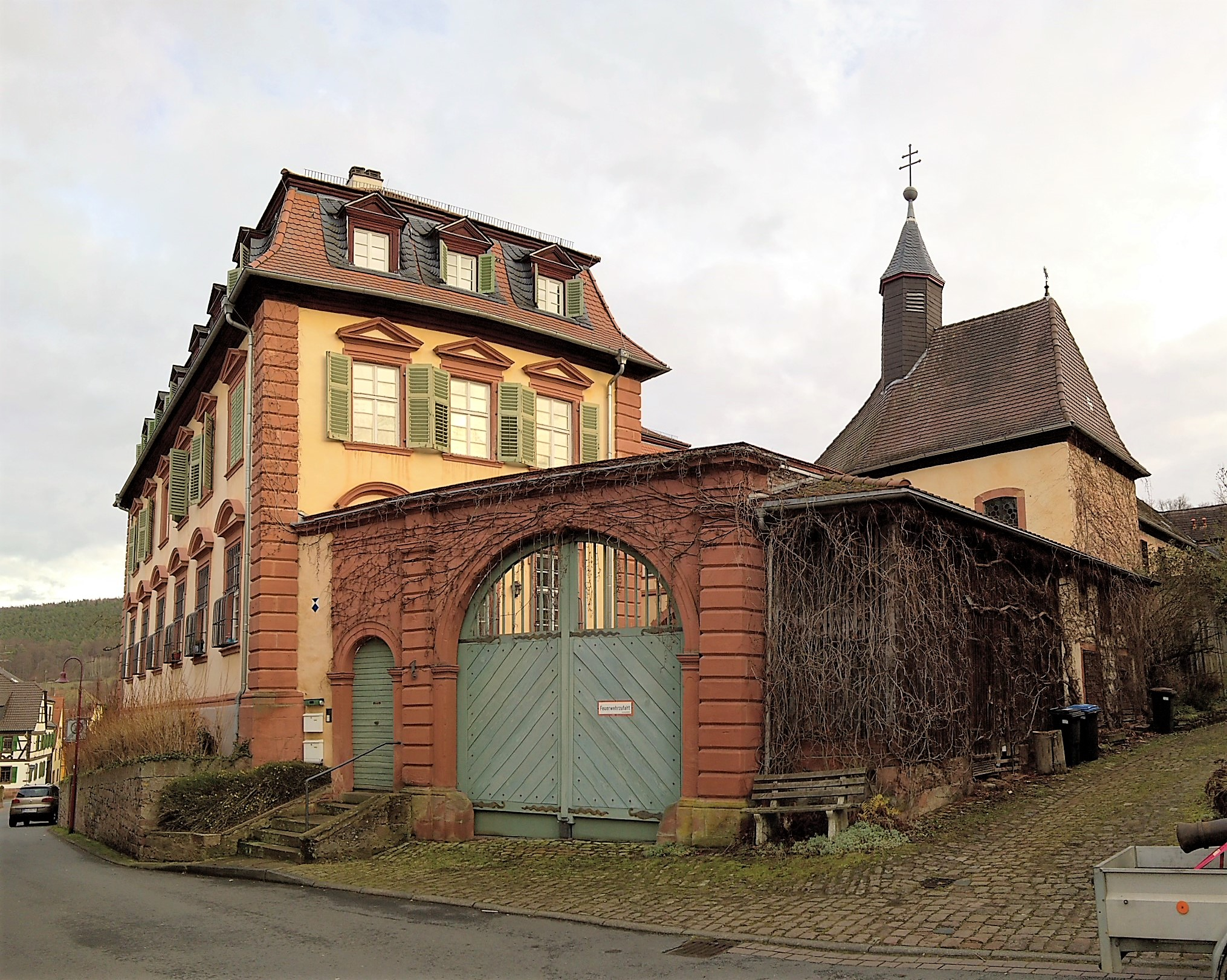

Aktennummer: D-6-76-135-7.
| Lage                                                    | Objekt                             | Beschreibung | Akten-Nr.     | Bild                            |
| ------------------------------------------------------- | ---------------------------------- | --- | ------------- | ------------------------------- |
| Dorfstraße 2 (Standort)                                 | Wohnhaus                           | Wohnhaus, zweigeschossiges verputztes Fachwerkhaus mit Satteldach, in Ecklage, Kellerbogen bezeichnet 1670 | D-6-76-135-8  | BW                              |
| Dorfstraße 2 (Standort)                                 | Scheune                            | 19. /20. Jahrhundert | D-6-76-135-8  | BW                              |
| Dorfstraße 2 (Standort)                                 | Hofmauer                           | mit Torpfeilern, Sandstein, 18./19. Jahrhundert | D-6-76-135-8  | BW                              |
| Dorfstraße 5 (Standort)                                 | Wohnstallhaus                      | zweigeschossiges Fachwerkhaus auf hohem Kellersockel mit giebelständigem Halbwalmdach, klassizistische Flügeltür mit Oberlicht, rückwärtiger Wirtschaftsteil im Erdgeschoss massiv und Obergeschoss verputzt, mit Toreinfahrt, um 1800 | D-6-76-135-9  | BW                              |
| Dorfstraße 7; Dorfstraße 9 (Standort)                   | Doppelwohnhaus                     | zweigeschossiges Fachwerkhaus über hohem Kellersockel, zum Teil massiv unterfangen oder verputzt, giebelständiger Krüppelwalm, der nördliche Hausteil mit seitlicher Erweiterung in Fachwerk und abgeschlepptem Dach, 16./17. Jahrhundert | D-6-76-135-11 | BW                              |
| Dorfstraße 8; Dorfstraße 8 a (Standort)                 | Hoftor                             | profilierter Rundbogen mit Pfeilergewände, Sandstein, bezeichnet 1717 | D-6-76-135-10 | Hoftor                          |
| Dorfstraße 10 (Standort)                                | Wohnhaus                           | zweigeschossiger Krüppelwalmdachbau mit verputztem Fachwerkobergeschoss, giebelständig, 18. Jahrhundert, Erdgeschoss verändert | D-6-76-135-12 | Wohnhaus                        |
| Dorfstraße 16 (Standort)                                | Wohnhaus                           | zweigeschossiges verputztes Fachwerkhaus, in Ecklage, Kellerbogen bezeichnet 1614 | D-6-76-135-13 | BW                              |
| Dorfstraße 16 (Standort)                                | Scheune                            | eingeschossiger Mansarddachbau, 18. Jahrhundert, entlang der Rückseite abgeschleppt sowie eingeschossige Erweiterung mit Pultdach zur Straße, 19. Jahrhundert | D-6-76-135-13 | BW                              |
| Dorfstraße 18 (Standort)                                | Wohnhaus                           | traufständiger zweigeschossiger Satteldachbau mit Fachwerkobergeschoss, 18. Jahrhundert, Erdgeschoss verändert | D-6-76-135-14 | Wohnhaus                        |
| Landelspitz (Standort)                                  | Grenzsteine                        | auf der Bayer.-Hessische Grenze mit Nummern, Buchstaben, Jahreszahlen und oberseitig Gravuren zum Grenzverlauf, Sandstein, bezeichnet 1744, 1786 | D-6-76-135-37 | BW                              |
| Maingasse 1 (Standort)                                  | Doppelhaushälfte                   | Wohnhaus, zweigeschossiges verputztes Fachwerkhaus mit giebelständigem Satteldach, 17. Jahrhundert | D-6-76-135-16 | BW                              |
| Maingasse 1 (Standort)                                  | Hofeinfriedung                     | Mauer mit drei schlanken Pfosten mit Knaufbekrönung und Schifferzunftzeichen, Sandstein, bezeichnet 1764 | D-6-76-135-16 | BW                              |
| Maingasse 5 (Standort)                                  | Wohnhaus                           | zweigeschossiger giebelständiger Satteldachbau mit verputztem Fachwerkobergeschoss, 1764 | D-6-76-135-17 | BW                              |
| Maingasse 7 (Standort)                                  | Wohnhaus                           | zweigeschossiges Fachwerkhaus, teilweise verputzt, giebelständiges Satteldach, 17./18. Jahrhundert | D-6-76-135-18 | BW                              |
| Maingasse 9 (Standort)                                  | Fürstlich Löwensteinsches Forstamt | dreigeschossiger Halbwalmdachbau über hohem Kellersockel mit zwei verputzten Fachwerkobergeschossen, massives Erdgeschoss mit geohrtem Sandstein-Türgewände, Freitreppe und klassizistischer Flügeltür, bezeichnet 1810 | D-6-76-135-19 | BW                              |
| Maingasse 12 (Standort)                                 | Gartenmauer                        | Hausteinmauer mit pyramidenbekröntem Pfeilerportal, Sandstein, 18. Jahrhundert | D-6-76-135-23 | BW                              |
| Nähe Miltenberger Straße (Standort)                     | Friedhofskreuz                     | flankiert von zwei Priestergräbern, Rotsandstein, Kreuz bezeichnet 1823, Priestergräber um 1900 | D-6-76-135-50 | BW                              |
| Miltenberger Straße 3 (Standort)                        | Wohnhaus                           | zweigeschossiges verputztes Fachwerkhaus über schiefwinkligem Grundriss, traufständiges Satteldach mit Krüppelwalm über dem abgewinkelten Giebel, geohrte Fensterrahmungen und Lamellen-Fensterläden, klassizistische Haustür, 18. Jahrhundert, qualitätvolle Kunstschmiedearbeiten (Ausleger, Blumenkästen) einer hier ansässigen Kunstschmiede. bezeichnet 1932 | D-6-76-135-21 | Wohnhaus                        |
| Miltenberger Straße 5 (Standort)                        | Gasthaus Goldener Engel            | zweigeschossiger Krüppelwalmdachbau mit Zierfachwerkobergeschoss, in Ecklage, bezeichnet 1728, Erdgeschoss 1. Hälfte 20. Jahrhundert verändert, Anbau einer überbauten Tordurchfahrt mit Fachwerkobergeschoss, um 1800, schmiedeeiserner Ausleger mit vergoldetem Engel, 1. Hälfte 20. Jahrhundert                                                                | D-6-76-135-22 | Gasthaus Goldener Engel         |
| Miltenberger Straße 7 (Standort)                        | Wegkapelle, syn. Straßenkapelle    | Katholische Johann Nepomuk-Kapelle, kleiner Satteldachbau auf annähernd quadratischem Grundriss, verputzter Bau mit Werksteingliederungen, Rundbogenöffnung mit Sandsteinpilastern, darüber volutengeschmückter Schweifgiebel mit Wappenstein der Freiherrn von Fechenbach, Sandstein, bezeichnet 1754; mit Ausstattung                                           | D-6-76-135-25 | Wegkapelle, syn. Straßenkapelle |
| Nähe Miltenberger Straße (Standort)                     | Kapelle                            | Gruftkapelle der Freiherrn von Fechenbach, gewölbter Satteldachbau mit 5/8 Chor, Maßwerkfenstern und Strebepfeilern, Eingangsgiebel als Schaufassade mit wappengeschmücktem Eselsrückenportal, Rundfenster und bekrönender Kreuzblume, Sandstein mit Travertin-Werksteingliederungen, neugotisch, 1907                                                            | D-6-76-135-24 | Kapelle                         |
| Nähe Miltenberger Straße (Standort)                     | Einfriedung                        | aus eiserner Zaun um die Kapelle und halbkreisförmige Mauereinfassung mit Eisenzaun davor, Anfang 20. Jahrhundert | D-6-76-135-24 | BW                              |
| Obernburger Straße 2 (Standort)                         | Wohnhaus                           | zweigeschossiges Fachwerkhaus mit Mansarddach, einseitig abgewalmt, Fachwerkhaus mit Mansarddach, Erdgeschoss teilweise massiv erneuert, am Gartentor bezeichnet 1814 | D-6-76-135-28 | BW                              |
| Obernburger Straße 4; Obernburger Straße 6 (Standort)   | Gasthaus zur Krone                 | Gasthaus, langgestreckter zweigeschossiger Mansarddachbau mit verputztem Obergeschoss, traufständig, 18. Jahrhundert | D-6-76-135-29 | BW                              |
| Obernburger Straße 4; Obernburger Straße 6 (Standort)   | Gasthaus zur Krone                 | Ökonomiegebäude, vermutlich ehemaliges Brauhaus, eingeschossiger verputzter Bau mit hohem dreigeschossigen Mansarddach und Dachreiter mit Satteldach, 18. Jahrhundert | D-6-76-135-29 | BW                              |
| Obernburger Straße 8; Obernburger Straße 8 a (Standort) | Wohnhaus                           | zweigeschossiges Mansardwalmdachhaus auf hohem Kellersockel, unverputzter Haustein mit Sandsteingliederungen, Freitreppe, klassizistische Flügeltür, bezeichnet 1790 | D-6-76-135-30 | Wohnhaus                        |
| Obernburger Straße 10 (Standort)                        | Rathaus                            | zweigeschossiger Mansardwalmdachbau über hohem Kellersockel mit Fachwerkobergeschoss, verputztes Erdgeschoss mit Werksteinrahmungen und vorliegender Freitreppe, bezeichnet 1803 | D-6-76-135-31 | Rathaus                         |
| Obernburger Straße 29 (Standort)                        | Wegkreuz                           | Kruzifix, Sandstein mit Blechdach, bezeichnet 1905 | D-6-76-135-32 | BW                              |
| Obernburger Straße 33 (Standort)                        | Drei Kalköfen                      | Quadermauerwerk, um 1900 | D-6-76-135-38 | BW                              |
| Odenwaldstraße 2 (Standort)                             | Abbruch                            | und nur Kelleraußenwände erhalten | D-6-76-135-39 | BW                              |
| Odenwaldstraße 29 (Standort)                            | Bildstock                          | ornamentierter Pfeiler mit Nischenaufsatz, Sandstein, Rokoko, Mitte 18. Jahrhundert | D-6-76-135-34 | BW                              |
| Tannenwald (Standort)                                   | Wegkreuz                           | Kruzifix auf breitem Postament mit umlaufenden Stufen, Sandstein, bezeichnet 1870 | D-6-76-135-35 | BW                              |